# Breta Longacre
Breta Longacre, más tarde Del Mar (Baltimore, 31 de agosto de 1887-Greenwich, 10 de julio de 1923), fue una pintora impresionista estadounidense.

## Biografía
Nacida en Baltimore, Longacre era hija de Andrew Longacre, un ministro metodista que también grababa y pintaba acuarelas; él, a su vez, era hijo del grabador James Barton Longacre. Su hermana Lydia Longacre se convertiría en una miniaturista de retratos de cierta importancia.
Breta estudió en la Liga de estudiantes de arte de Nueva York y probablemente fue influenciada estilísticamente por su hermana, a través de quien descubrió a Florence Griswold y la Colonia Artística de Old Lyme, Connecticut. Allí expuso su trabajo en 1914 y 1915. El 31 de enero de 1918 se casó con el ingeniero eléctrico William Alexander Del Mar en Nueva York, instalándose con él en Greenwich. La pareja tuvo tres hijos. Ella continuó pintando, exhibiendo sus obras, que han sido calificadas de "delicadas" e "impresionistas" en estilo, en la Academia Nacional de Dibujo de Estados Unidos . Fue miembro de la Asociación Nacional de Pintoras y Escultoras y de la Sociedad de Mujeres Artistas Estadounidenses.
Longacre murió en Greenwich, y está enterrada allí en el cementerio de Putnam. La Biblioteca Pública de Greenwich realizó una exhibición pública de su trabajo en 1937 para conmemorar el quincuagésimo aniversario de su nacimiento. Tres de las pinturas de Longacre son actualmente propiedad del Museo Florence Griswold en Old Lyme, que también se dice que posee un retrato de 1914 de ella, The Blue Kimono, pintado por su hermana. El museo también tiene en su colección el kimono azul real que Breta usó al posar para esta pintura.